# Чаннін (повіт, Юньнань)
24°49′38″ пн. ш. 99°36′36″ сх. д. / 24.82718° пн. ш. 99.60995° сх. д.
Чаннін (кит. 昌宁县, пін. Chāngníng Xiàn) — один із повітів КНР у складі префектури Баошань, провінція Юньнань. Адміністративний центр — містечко Тяньюань.

## Географія
Чаннін лежить на висоті близько 1680 метрів над рівнем моря на заході Юньнань-Гуйчжоуського плато.

### Клімат
Повіт знаходиться у зоні, котра характеризується океанічним кліматом субтропічних нагір'їв. Найтепліший місяць — червень із середньою температурою 20,7 °C. Найхолодніший місяць — січень, із середньою температурою 7,6 °С.
| Клімат повіту Чаннін    | Клімат повіту Чаннін | Клімат повіту Чаннін | Клімат повіту Чаннін | Клімат повіту Чаннін | Клімат повіту Чаннін | Клімат повіту Чаннін | Клімат повіту Чаннін | Клімат повіту Чаннін | Клімат повіту Чаннін | Клімат повіту Чаннін | Клімат повіту Чаннін | Клімат повіту Чаннін | Клімат повіту Чаннін |
| Показник                | Січ.                 | Лют.                 | Бер.                 | Квіт.                | Трав.                | Черв.                | Лип.                 | Серп.                | Вер.                 | Жовт.                | Лист.                | Груд.                | Рік                  |
| Середній максимум, °C   | 16,7                 | 18,3                 | 21,5                 | 23,7                 | 25,2                 | 25                   | 24,3                 | 25,3                 | 24,7                 | 23,1                 | 19,8                 | 17,2                 | 22,1                 |
| Середня температура, °C | 7,6                  | 9,3                  | 12,4                 | 15,3                 | 18,5                 | 20,7                 | 20,4                 | 20,4                 | 19,2                 | 16,8                 | 12,3                 | 8,6                  | 15,1                 |
| Середній мінімум, °C    | 0,5                  | 1,8                  | 4,5                  | 8,3                  | 13,3                 | 17,8                 | 18,1                 | 17,6                 | 16,1                 | 13,0                 | 7,3                  | 2,6                  | 10,1                 |
| Норма опадів, мм        | 18.4                 | 31.8                 | 33.1                 | 53.4                 | 108.2                | 163.3                | 245.4                | 227.6                | 166.8                | 121.5                | 44.3                 | 14.9                 | 1228.7               |
| Вологість повітря, %    | 78                   | 73                   | 70                   | 74                   | 78                   | 84                   | 88                   | 88                   | 87                   | 86                   | 83                   | 82                   | 80.9                 |
| ----------------------- | -------------------- | -------------------- | -------------------- | -------------------- | -------------------- | -------------------- | -------------------- | -------------------- | -------------------- | -------------------- | -------------------- | -------------------- | -------------------- |
| Джерело: data.cma.cn    |                      |                      |                      |                      |                      |                      |                      |                      |                      |                      |                      |                      |                      |